# We Care a Lot
We Care a Lot es el primer álbum de estudio de la banda de San Francisco Faith No More, lanzado en 1985.
En un comienzo, algunas de las canciones estaban siendo grabadas sin el respaldo de un sello discográfico, sin embargo, Faith No More llamó la atención de Ruth Schwartz, quien aquel entonces estaba creando su propio sello, Mordam Records. Luego de tener el dinero suficiente, Faith No More empieza a grabar el álbum, siendo su primer disco oficial y a la vez el de Mordam Records. El álbum estuvo disponible como Vinilo y casete. En 1995 lo estuvo finalmente como CD.

## Lista de canciones
| N.º | Título                | Letras        | Música                | Duración |  |
| 1.  | «We care a lot»       | Mosley        | Gould, Bottum         | 4:08     |  |
| 2.  | «The Jungle»          | Mosley        | Bottum, Gould, Bordin | 3:10     |  |
| 3.  | «Mark Bowen»          | Gould, Mosley | Gould, Bordin         | 3:33     |  |
| 4.  | «Jim»                 | —             | Martin                | 1:16     |  |
| 5.  | «Why Do You Bother»   | Mosley        | Gould, Bordin, Bottum | 5:39     |  |
| 6.  | «Greed»               | Gould, Mosley | Gould, Mosley         | 3:50     |  |
| 7.  | «Pills for Breakfast» | —             | Bordin, Martin        | 2:59     |  |
| 8.  | «As the Worm Turns»   | Mosley        | Bottum, Gould, Mosley | 3:11     |  |
| 9.  | «Arabian Disco»       | Mosley        | Gould                 | 3:16     |  |
| 10. | «New Beginnings»      | Mosley        | Mosley                | 3:46     |  |

## Integrantes y personal
- Chuck Mosley - Vocales
- Jim Martin - Guitarra
- Billy Gould - Bajo
- Mike Bordin - batería
- Roddy Bottum - Teclado
- Producido por Matt Wallace
- Olga Gerrard: Arte interior, portada, diseño